# Atalacmea
Atalacmea is een geslacht van weekdieren uit de klasse van de Gastropoda (slakken).

## Soorten
- Atalacmea elata Marwick, 1928 †
- Atalacmea fragilis (G. B. Sowerby I, 1823)
- Atalacmea multilinea Powell, 1934